# 休斯顿牛仔牲畜展和竞技节
休斯顿牛仔牲畜展和竞技节（英語：Houston Livestock Show and Rodeo，也稱為RodeoHouston，縮寫為HLSR）是世界上最大的室内牲畜展览和牛仔竞技。自2003年以来，休斯顿牛仔牲畜展和竞技节一直在美國德克萨斯州休斯顿的瑞蘭特體育場舉辦，之前曾在阿斯托洛圆顶运动场舉辦。休斯顿牛仔牲畜展和竞技节一般为期20天。休斯顿牛仔牲畜展和竞技节被认为是休斯顿的“标志性活動”，類似於新奥尔良的懺悔星期二、达拉斯的德克萨斯州博览会、圣地亚哥的圣地亚哥国际漫画展和纽约市時報廣場的跨年活動。
2017年，參與休斯顿牛仔牲畜展和竞技节的人数达到了创纪录的2,611,176人和33,000名志愿者。
休斯顿牛仔牲畜展和竞技节曾吸引不少演藝明星前往觀看，包括Cardi B，Beyoncé，Selena Gomez，Fifth Harmony，Demi Lovato，Ariana Grande，Selena，Kiss，Kelly Clarkson，Dixie Chicks，Elvis Presley，Bob Dylan，Justin Bieber，Big Time Rush，Brooks＆Dunn，George Strait，Janet Jackson，Garth Brooks，Willie Nelson，Kenny Chesney，Bon Jovi，ZZ Top，John Legend，Taylor Swift和Lynyrd Skynyrd等人。

## 備註
1. ↑  .   [2020-03-12]. （原始内容存档于2020-11-12）.
2. ↑  . People's Daily Online. en.people.cn.   [4 June 2017]. （原始内容存档于2012-10-16）.
3. ↑  . KRIV - my Fox Houston. www.myfoxhouston.   [4 June 2017]. （原始内容存档于2012-03-22）.
4. ↑  . Houston Livestock Show and Rodeo. www.rodeohouston.com.   [1 January 2018]. （原始内容存档于2019-04-06）.
5. ↑  . Houston Livestock Show and Rodeo. www.rodeohouston.com.   [1 January 2018]. （原始内容存档于2020-11-12）.